# Aek Baru Julu
Aek Baru Julu is een bestuurslaag in het regentschap Mandailing Natal van de provincie Noord-Sumatra, Indonesië. Aek Baru Julu telt 323 inwoners (volkstelling 2010).